# Дунин-Барковский, Лев Валерианович
Лев Валерианович Дунин-Барковский (5 марта 1912 — 16 августа 1977) — советский учёный, гидротехник, заслуженный ирригатор Узбекской ССР, доктор географических наук, профессор, лауреат Государственной премии СССР в области техники. Внёс значительный вклад в развитие мелиорации, комплексное использование водных ресурсов, применение математических методов и вычислительной техники в водном хозяйстве, а также строительстве гидротехнических сооружений.

## Образование и ранние годы
Родился 5 марта 1912 года (20 февраля по старому стилю) в Ташкенте, в семье Дунин-Барковских, потомственных дворян Херсонской губернии  отец - Валериан Николаевич Дунин-Барковский. В 1927 году окончил Курсы коммерческого образования УзПрофОбра в Ташкенте. В 1931 году окончил Среднеазиатский институт инженеров и техников ирригации, получив квалификацию инженера-строителя по гидротехнической специальности.

## Карьера[3]
С 1931 по 1937 годы работал в Мирзачуле главным инженером проекта. В 1937 году подвергался следствию по ложному доносу, но был оправдан. С 1938 по 1951 годы работал главным инженером проекта в Наркомате земледелия Узбекистана, занимался мелиорацией и водоустройством, включая работы на Ферганском канале (1939-1940).
В 1951 году был переведён в Москву, где работал в Министерстве хлопководства и других проектных организациях. С 1973 года и до конца жизни работал в Институте водных проблем АН СССР на должности заместителя директора Института.
также занимал должности:
- и.о. директора и главный инженер института Гипроводхлопок (1953-1954),
- главный инженер института Гипроводхлопок (1953-1954),
- главный инженер института Гипроводхоз (1954-1959),
- главный специалист госкомитета СССР по науке и технике (1959-1962),
- замдиректора ВНИИ гидротехники и мелиорации им. А.Н. Костякова (1962-1972),
- главный инженер строительства канала Тартар-Евфрат в Ираке (1972-1974),
- замдиректора Института водных проблем АН СССР (1974-1977).

## Научная деятельность
В 1955 году в Ташкенте защитил кандидатскую диссертацию на тему «Некоторые вопросы методики проектирования водохозяйственных мероприятий в связи с совместным комплексным использованием водных и земельных ресурсов смежных бассейнов 
рек: на примере бассейнов реки Зеравшан и Кашкадарья», а в 1962 году — докторскую диссертацию на тему «Физико-географические основы проектирования оросительных систем». В 1969 году ему было присвоено звание профессора по специальности «Инженерная гидрология».

## Основные проекты и достижения
Дунин-Барковский был инициатором и главным инженером многих значимых проектов, среди которых выделяются:
- строительство Большого Ферганского канала;
- противоселевая плотина в Медео для защиты Алма-Аты, где впервые применялся метод направленного взрыва;
- сооружение каменно-набросной плотины Байпазинского гидроузла на реке Вахш, за которое в 1971 году он был удостоен Государственной премии СССР.

Также участвовал в международных проектах:
- проектирование и строительство Асуанской плотины в Египте (1960–1970)[4];
- строительство оросительного канала Тартар-Евфрат в Ираке (1975–1976).

## Личная жизнь
В первом браке с Антонией-Маргаритой Антоновной Озолиной было трое детей, родившихся в 1931, 1937 и 1942 годах. Вторая жена - Инна Савельевна Кун.

## Награды и признание
- Почётная грамота Президиума Верховного Совета Узбекской ССР (1939) — за трудовой героизм в ирригационном строительстве;
- Орден Красной Звезды за трудовую доблесть в период Великой Отечественной войны;
- Лауреат Государственной премии СССР (1971) — за метод массовых направленных взрывов при сооружении плотины.

## Основные публикации[5]
- «Развитие орошения в Узбекистане водами Аму-Дарьи» (1946);
- «Физико-географические основы проектирования оросительных систем» (1960);
- «Математические методы и применение ЭВМ в мелиорации и водном хозяйстве» (1972);
- «Применение системного анализа в ирригации и дренаже» (М., Наука, 1976);
- «Физико-географические основы ирригации» (М., Наука, 1976).